# Defense Satellite Communications System
Le Defense Satellite Communication System (DSCS) est une série de satellites militaires américains offrant des services de communications entre utilisateurs répartis sur tout le globe. La coordination du programme est assurée par la Defense Information Systems Agency (anciennement la Defense Communication Agency) pour le compte de l'armée de l'air américaine. Trois générations de satellites géosynchrones se succèdent depuis 1966. Les satellites DSCS doivent être progressivement remplacés par la série des satellites de la famille des Wideband Global SATCOM qui commence à être déployée en 2007.

## Les différentes phases du programme

### IDSCS

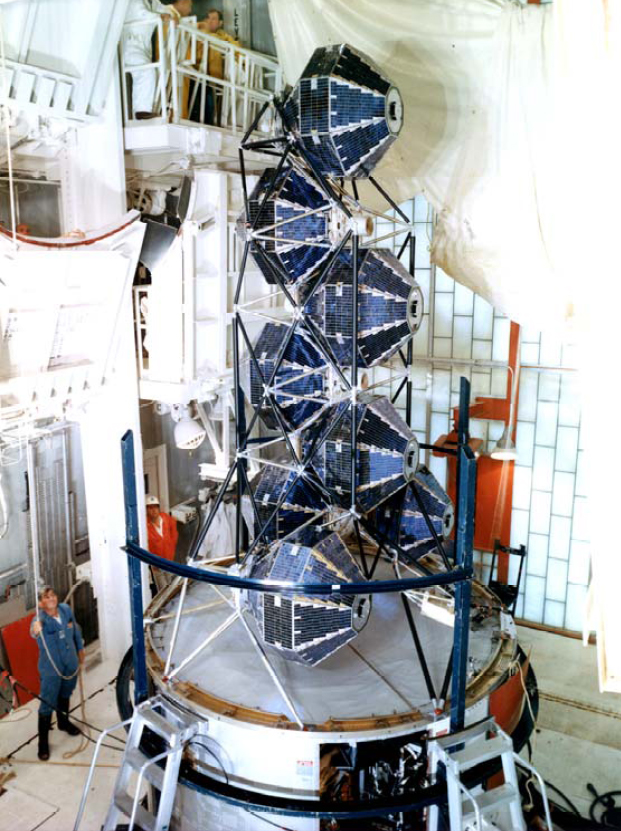
Les huit satellites IDSCS installés sous la coiffe d'un Titan IIIB

La première phase du projet, le Initial Defense Satellite Communications System (IDSCS) se compose au départ de 7 satellites lancés ensemble le 16 juin 1966 par un lanceur Titan IIIB depuis la base de lancement de Cap Canaveral. Trois autres lancements groupés de respectivement 8, 4 et 8 satellites viennent compléter la constellation en janvier 1967, en juillet 1967 et puis en juin 1968.
Chaque satellite pèse 45 kg. Leur conception est très simple : ils n'ont ni accumulateurs, ni système de contrôle d'attitude actif. Le segment sol se compose de deux stations fixes et de 34 terminaux mobiles.
Le réseau a servi à préparer le programme de satellites OTAN.

### DSCS II

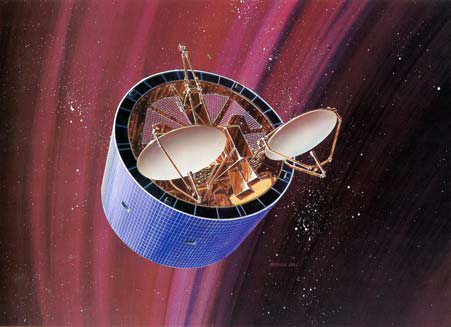
Vue d'artiste d'un satellite DSCS II.

La deuxième phase du DSCS est initiée en novembre 1971. Entre cette date et le 4 septembre 1989, 16 satellites sont lancés par un lanceur Titan III ; seuls 12 d'entre eux atteignent leur orbite géostationnaire opérationnelle.
La constellation utilise quatre satellites opérationnels positionnés à 175° E, 60° E, 12° W et 135° W. Deux satellites de secours manœuvrables sur les positions précédentes complètent la constellation.
Les satellites de cette génération sont construits par TRW. Ce sont des satellites stabilisés par rotation de 4 m de diamètre. Ils pèsent 521 kg au décollage et peuvent développer une puissance électrique de 535 watts. Ils sont conçus pour une durée de vie de 5 ans. Leur système de propulsion utilise de l'hydrazine.
La charge utile embarquée se compose de deux transpondeurs de 20 watts en bande X, supportant 1 300 canaux de voix ou un débit de données de 100 Mb/s.

### DSCS III

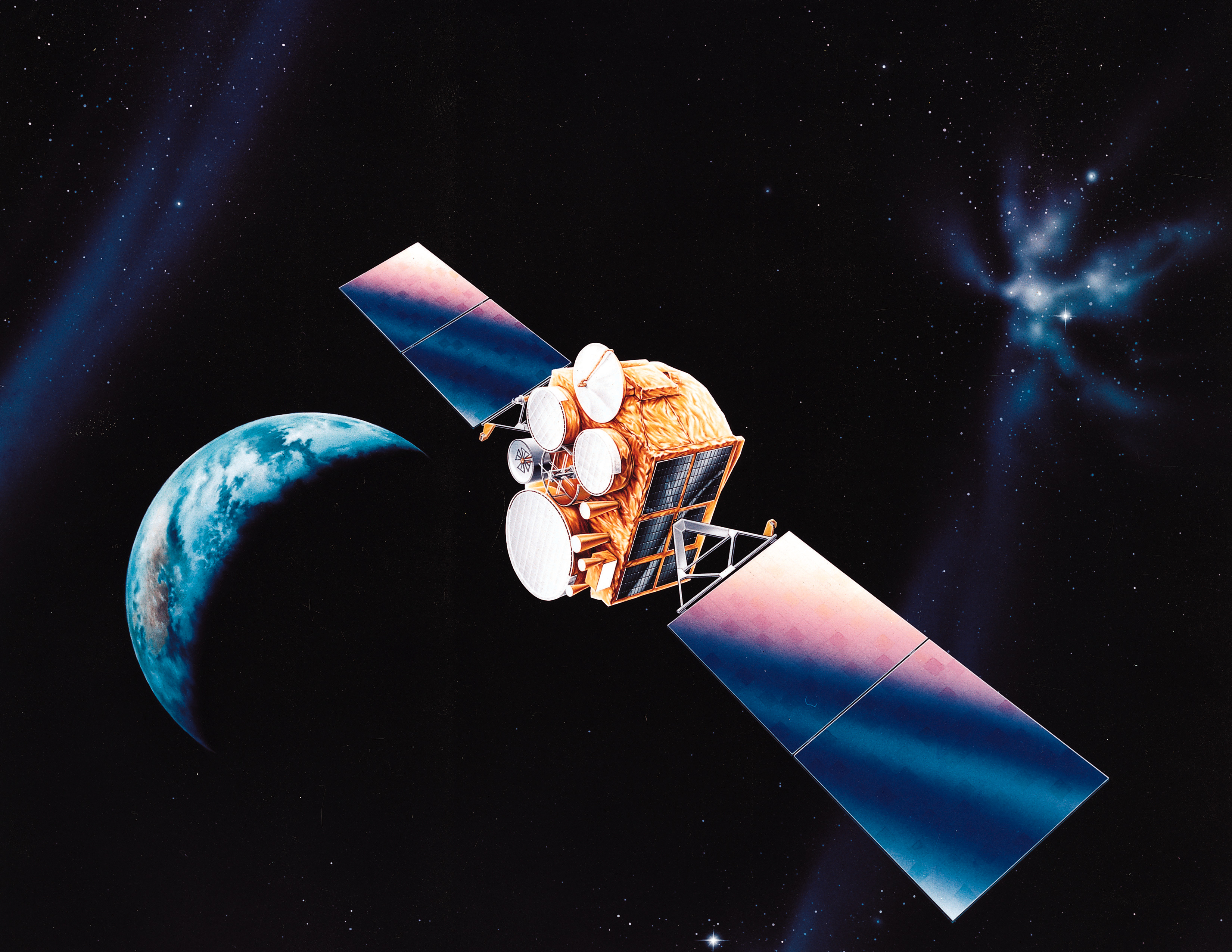
Vue d'artiste d'un satellite DSCS III.

Au cours de la troisième et dernière phase du programme, entre octobre 1982 et août 2003, 14 satellites sont lancés par divers lanceurs (Atlas II, Titan III et Delta IV, ainsi que par la navette spatiale).
La constellation comprend cinq satellites géostationnaires opérationnels et quatre satellites de secours.
Les satellites de cette génération sont construits par GE Astro Space (devenu ensuite Martin Marietta puis Lockheed Martin). Ce sont des satellites stabilisés sur 3 axes de 1 235 kg, développant 1 240 watts. Ils sont conçus pour une durée de vie de 10 ans en orbite, durée dépassée par la plupart des satellites.
La charge utile de télécommunication travaille avec 6 transpondeurs en bande X et permet une couverture mondiale et des couvertures locales. Elle offre également une résistance au brouillage. Elle se compose de deux antennes cornets couvrant la Terre et d'une antenne multi-faisceaux orientable à lentille (61 faisceaux), utilisées en réception. Pour l'émission, elle utilise deux antennes cornets, deux antennes multi-faisceaux orientables à guide d'ondes (19 faisceaux chacune) et d'une antenne parabolique à fort gain.
Les performances des satellites sont améliorées en cours de programme dans le cadre du Service Life Enhancement Program.

## Sources
- (en) Mission Librairy - JPL.
- (en) .
- (en) Federation of American scientists.